# 茨城県道・千葉県道101号潮来佐原線

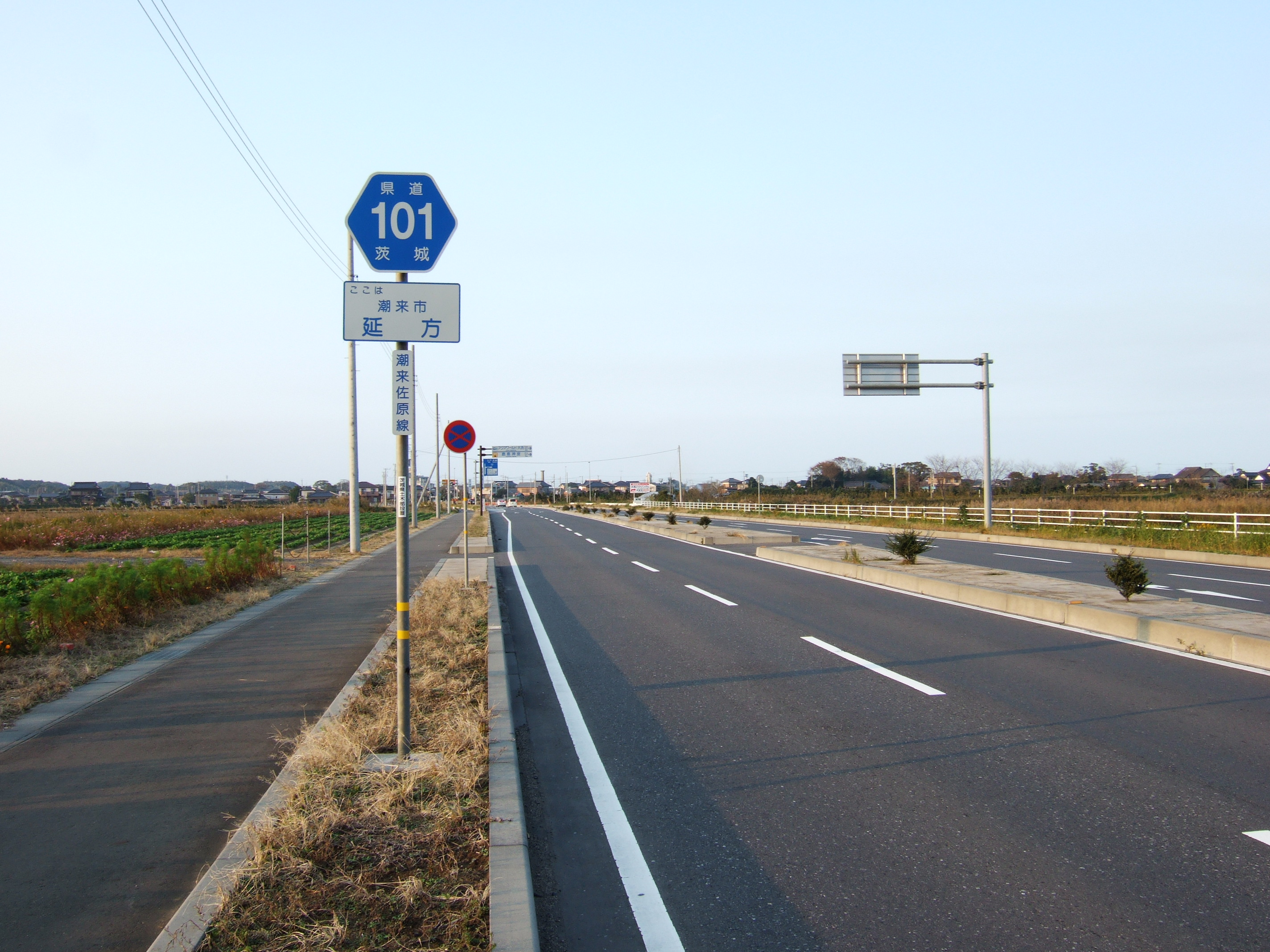
茨城県道101号潮来佐原線
茨城県潮来市延方（2006年11月）

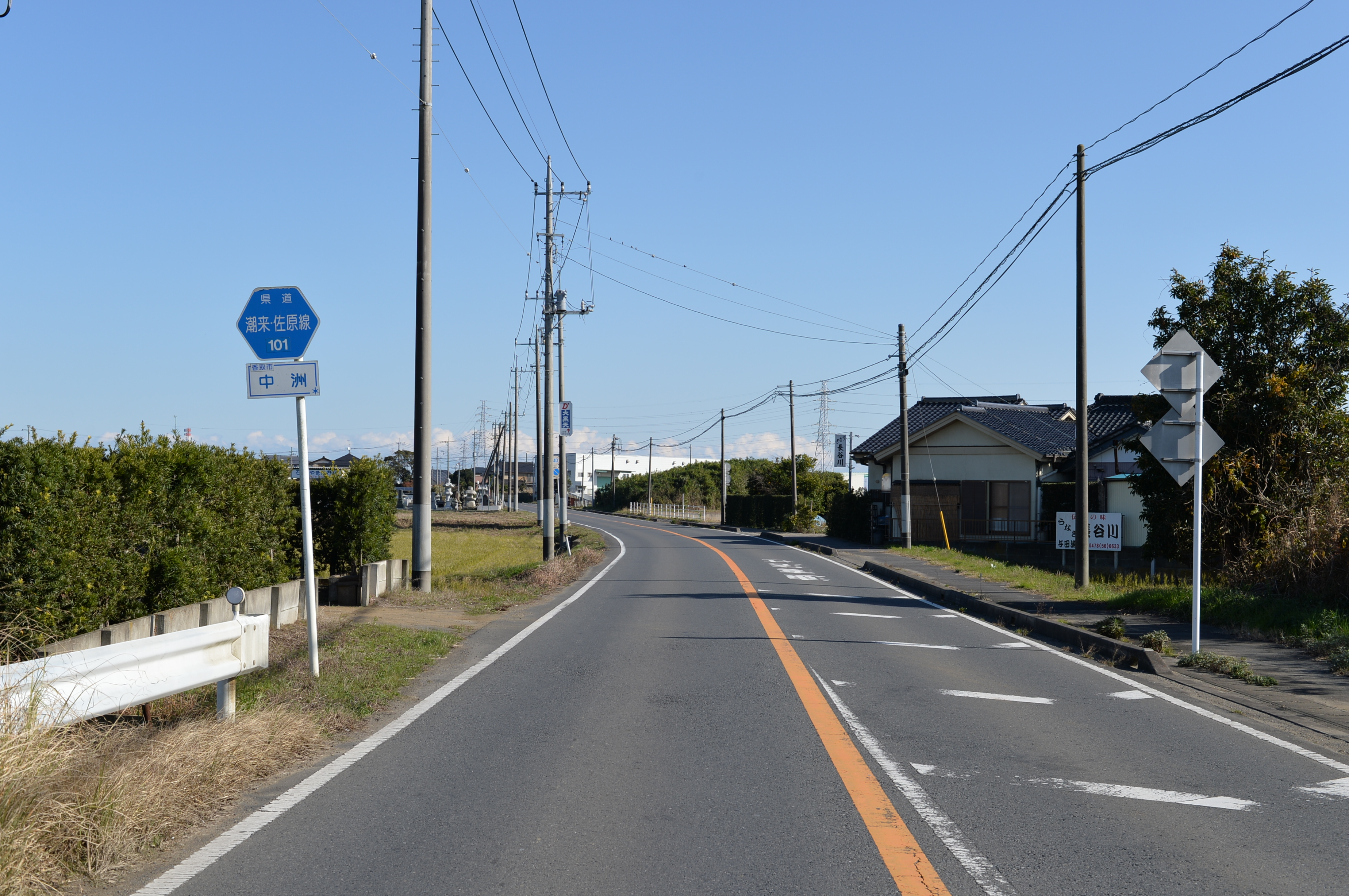
千葉県道101号潮来・佐原線
千葉県香取市中洲（2014年12月）

茨城県道・千葉県道101号潮来佐原線（いばらきけんどう・ちばけんどう101ごう いたこさわらせん）は茨城県潮来市と千葉県香取市を結ぶ一般県道である。

## 概要
潮来市（いたこし）の国道51号より分岐して潮来市街地を経て香取市（旧佐原市）へと至る、日本国内有数の水郷とよばれる潮来・佐原の両地区を結ぶ路線。途中、東関東自動車道（水戸線）の潮来インターチェンジ（IC）に接し、路線の一部区間は、潮来ICから国道51号を経て鹿島神宮や茨城県立カシマサッカースタジアムのある鹿嶋市街地方面を結ぶ最短ルートにもなっており、沿線に道の駅いたこがある。

### 路線データ
- 起点：茨城県潮来市洲崎3798番1地先（国道51号交点＝洲崎交差点）[1]
- 終点：千葉県香取市佐原イ
- 総延長：17.509 km（茨城県区間：8.384 km[2]、千葉県区間：9.125 km[3]）
- 重用延長：4.084 km（茨城県区間：1.500 km[2]、千葉県区間：2.584 km）
- 未供用延長：なし（茨城県区間：0.0 km[2]、千葉県区間：*.* km）
- 実延長：13.425 km（茨城県区間：6.884 km[2]、千葉県区間：6.541 km[3]）
- 自動車交通不能区間延長[注釈 1]：なし（茨城県区間：0.0 km[2]、千葉県区間：*.* km）

## 歴史
1959年（昭和34年）10月14日、新たな県道として茨城県行方郡潮来町大字潮来を起点とし、千葉県佐原市を終点とする区間を本路線とする県道潮来佐原線として茨城県が県道路線認定した。
1995年（平成7年）に整理番号101となり現在に至る。
2002年のFIFAワールドカップ会場としてカシマサッカースタジアムでの開催が決定すると、潮来ICからサッカースタジアムへのインフラ整備のため、1998年から2002年にかけて、国道51号鹿嶋バイパスとともに洲崎交差点 - 潮来IC間（約2.5 km）の道路整備が行われ、このときに道の駅いたこも設置された。

### 年表
- 1959年（昭和34年）10月14日
  - 茨城県区間が路線認定（図面対照番号197）[5]。
  - 茨城県内の道路の区域は、行方郡潮来町大字潮来の二級国道千葉水戸線（現：国道51号）分岐から県界行方郡潮来町大字潮来までと決定[6]。
- 1964年（昭和39年）
  - 3月6日：潮来大橋架け替え工事に伴い、潮来町潮来字下町 - 同町潮来字下沼の旧二級国道千葉水戸線（現：国道51号の旧道）と県道石岡潮来線の重用区間454 mと、旧二級国道千葉水戸線の3.109 kmを編入して、起点が潮来町潮来の交差点（現：県道5号と県道101号の交点）から曲松交差点に移る[7]。
  - 4月27日：潮来町潮来字下沼 - 同町潮来字卯の開の区間を供用開始[8]。
- 1977年（昭和52年）4月20日：利根川に架け替えられた水郷大橋（2代目）を潮来佐原線の道路区域に指定[9]。
- 1991年（平成3年）1月14日：潮来町大字延方字塔ノ下甲（現：延方西・国道51号交点） - 潮来IC経由 - 大字潮来（あやめ園入口交差点）の付け替え道路となる潮来町道（6.75 km）を編入し、起点位置が曲松交差点から延方西の国道51号交点に移る[10][11]
- 1995年（平成7年）3月30日：茨城県区間において、整理番号が整理番号254から現在の番号（整理番号101）に変更される[12]。
- 1998年（平成10年）11月12日：潮来町大字延方字堂津乙（現：洲崎・国道51号洲崎交差点） - 大字延方字西ノ東（現延方西）のバイパス（1.2 km）を新設及び、水郷有料道路までの狭隘道路（現道）を拡幅する道路区域が決定する[13][11]。
- 2002年（平成14年）
  - 1月15日：道の駅いたこの道路区域が決定[14]。
  - 4月22日：潮来市大字延方（現洲崎・国道51号洲崎交差点）の起点・バイパス区間を14 m延伸[1][11]。
- 2003年（平成15年）
  - 1月20日：潮来市潮来 - 同市あやめ1丁目の区間を、電線共同溝を設置すべき道路に指定[15]。
  - 11月17日：潮来市大字延方西（国道51号交点 - バイパス交点）の旧道区間（637 m）が指定解除され潮来市道に降格[16]。
- 2009年（平成21年）4月1日：潮来市洲崎 - 同市延方前の区間を、通行車両の高さの最高限度4.1 mの道路に指定[17]。
- 2016年（平成28年）6月23日：潮来市大洲字大洲（県道50号水戸神栖線交点） - 潮来市潮来（日の出8丁目）までの1.06 km区間を、4車線化拡幅する道路区域を指定[18]。
- 2017年（平成29年）3月30日：潮来市大洲字大洲（県道50号水戸神栖線交点） - 同市日の出7丁目（約0.6 km）を4車線化拡幅[19]。
- 2019年（平成31年）3月18日：潮来市日の出七丁目 - 同市潮来（約0.5 km）を4車線化拡幅[20]。
- 2019年（令和元年）7月31日：潮来市洲崎（州崎交差点） - 潮来市延方西を、国際コンテナ車[注釈 2]の重量・長さ上限を引き上げる道路に指定[21]。
- 2023年（令和5年）9月30日：潮来市潮来地内の一部を拡幅供用開始[22]。

## 路線状況
道路法の規定に基づき、茨城県内の潮来市州崎（州崎交差点） - 潮来市福島（潮来IC入口）間と、潮来市潮来（主要地方道水戸神栖線交差） - 同市大洲（潮来保健所）間および、潮来市潮来（竜ヶ崎潮来線交差） - 同（潮来港）間は、緊急輸送道路として機能を維持するため、災害発生時の被害拡大防止を目的に道路用地内に電柱を建てることが制限されている。

### 重複区間
- 茨城県道50号水戸神栖線（潮来市延方 - 同市大須：約1.5km）
- 茨城県道11号取手東線（稲敷市西代：約0.6km）[9]
- 国道51号（稲敷市西代 - 香取市）[9]

### 道路施設

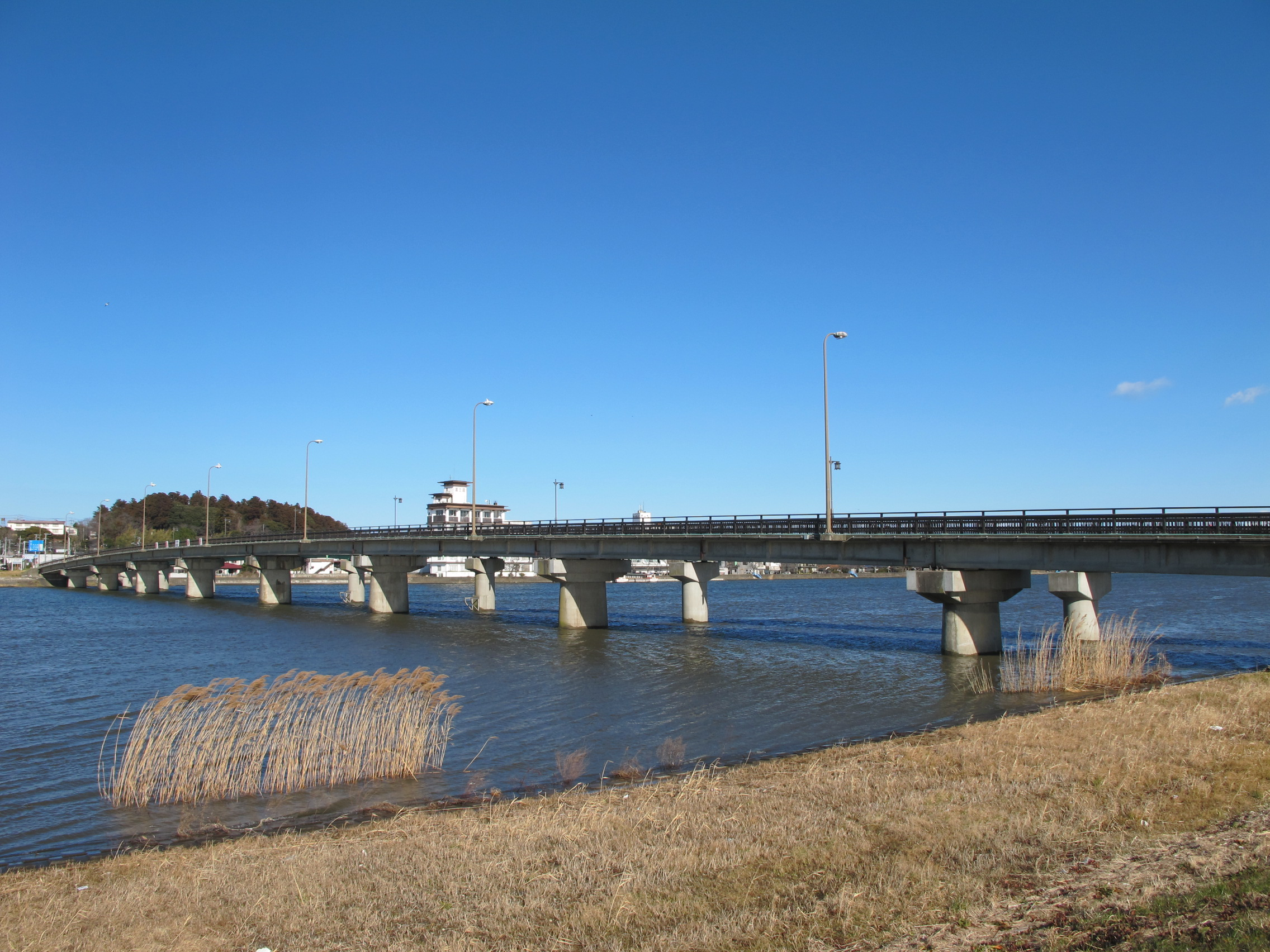
潮来大橋

- あやめ橋（茨城県潮来市あやめ - 同市潮来）
- 潮来大橋（茨城県潮来市 - 千葉県香取市県境）
いたこおおはし。常陸利根川に架かる9連単純PCTコンクリート桁橋構造の橋梁。1964年（昭和39年）3月竣功。重量制限14.0tの交通規制がかけられている。1994年（平成6年）6月18日に歩行者用の潮来大橋側道橋が開通[24]。潮来大橋の管理者は千葉県知事で、協議により管理費は千葉・茨城両県で折半としている[25]。
- 与田浦橋（千葉県香取市）
よだうらばし。与田浦に架かる鋼鈑桁橋。1966年（昭和41年）9月竣功。歩行者専用の与田浦側道橋が併設されている。
- 横利根水門橋（千葉県香取市 - 茨城県稲敷市）
横利根川が利根川と接する位置にある横利根水門上部の道路橋で、橋梁および取付道路は千葉県が管理する[26]。
- 道の駅いたこ（潮来市前川）

## 地理
通過する区間は、水郷地帯で田園風景が広がる。沿線は利根川、常陸利根川、前川、与田浦をはじめとする川や湖沼が至る所にみられ、これらを縫うように道路が伸びる。5月 - 6月頃のアヤメの開花時期は観光で賑わう。

### 通過する自治体
- 茨城県
  - 潮来市
  - 稲敷市
- 千葉県
  - 香取市

### 交差する道路
- 国道51号（潮来市洲崎 洲崎交差点）
- E51東関東自動車道（潮来市徳島 潮来IC）
- 茨城県道50号水戸神栖線（潮来市徳島）
- 茨城県道5号竜ヶ崎潮来線（潮来市潮来）
- 茨城県道11号取手東線（稲敷市西代）
- 国道51号（稲敷市西代 水郷大橋北交差点）

### 沿線施設
- 道の駅いたこ（潮来市前川）
- 水郷潮来バスターミナル（潮来市延方）
- 水郷潮来あやめ園（潮来市あやめ）
- 潮来駅（潮来市あやめ）
- 水郷佐原あやめパーク（香取市佐原ハ）
- 千葉県立中央博物館大利根分館（香取市佐原ハ）
- 横利根閘門（稲敷市西代・香取市）